# Kishu
El Kishu (紀州犬 Kishū-inu?), también llamado Kishu Ken o Kishu Inu, es una raza canina japonesa desarrollada en las islas durante varios siglos.
Desciende de razas de tamaño medio y su nombre proviene de la región de Kishu, hoy la prefectura de Wakayama. Esta raza es similar a la Akita Inu y la  Shiba Inu, pero proviene de ambas. Puede ser confundida con la variante blanca del Hokkaido, debido a su similitud.
En origen, la raza se utilizó para la caza de ciervos. Como el Shiba, suelen acechar a sus presas en silencio, más que ladrando.

## Cultura popular

### Manga
En los trabajos del artista Yoshihiro Takahashi aparecen varios Kishu, caracterizados como hábiles luchadores.
- Akame de Ginga: Nagareboshi Gin
- Kyōshirō de Ginga Densetsu Weed.  Sakura, la madre del protagonista es mezcla de Kishu.
- Gamu, Kusakage, Shiba, Tsuchigumo, Oboro y Honō, los guerreros Ganin de Kacchū no Senshi Gamu.

## Galería

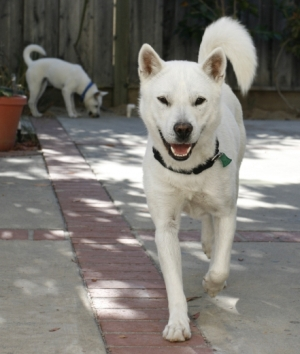
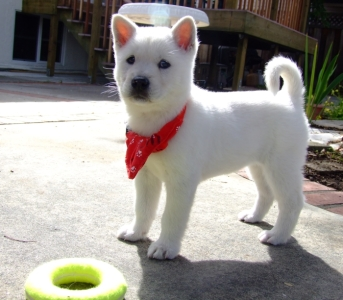
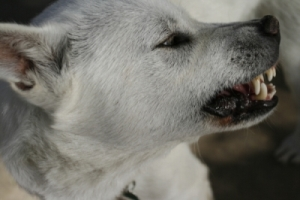